# Pimenta haitiensis
Pimenta haitiensis är en myrtenväxtart som först beskrevs av Ignatz Urban, och fick sitt nu gällande namn av Leslie Roger Landrum. Pimenta haitiensis ingår i släktet Pimenta och familjen myrtenväxter. IUCN kategoriserar arten globalt som sårbar. Inga underarter finns listade i Catalogue of Life.